# Orthostichidium involutifolium
Orthostichidium involutifolium är en bladmossart som beskrevs av Brotherus 1906. Orthostichidium involutifolium ingår i släktet Orthostichidium och familjen Pterobryaceae. Inga underarter finns listade i Catalogue of Life.